# LADY (桜田淳子の曲)
「LADY」（レディ）は、1979年11月にリリースされた桜田淳子の29枚目のシングルである。

## 解説
- シングルでは初めて作詞・作曲にシンガーソングライターの尾崎亜美が担当。後に尾崎自身もアルバムで当曲をセルフカバーした。

## 収録曲
- 全曲作詞・作曲：尾崎亜美／編曲：鈴木茂

1. LADY (3分27秒)
2. あなたは魔術師 (3分52秒)

## カバー
- 尾崎亜美（セルフカバー・アルバム『POINTS』収録、1983年12月）